# 진입주의
진입주의(entrism, enterism, infiltration, French Turn, boring from inside, or boring-from-within)는 조직이나 국가가 영향력을 확대하고 아이디어와 프로그램을 확장하기 위해 구성원이나 지지자에게 다른, 보통 더 큰 조직에 가입하도록 장려하는 정치적 전략이다. "진입"하는 조직이 진입주의에 적대적이라면 진입줒의자들은 자신이 조직이라는 사실을 숨기기 위해 어느 정도 교묘한 술책과 전복에 나설 수 있다.

## 진입주의 금지법
일부 관할권에서는 진입주의를 억제하기 위한 법률을 통과시켰다. 뉴욕주 선거에서 이미 등록된 유권자의 정당 소속 변경은 예비 선거에서 진입주의를 방지하기 위해 그해 총선거 후 1주일이 지나야 공식적으로 처리된다. 이는 예비 선거를 치른 정당에 이미 등록된 유권자에게만 공개되기 때문이다. 1940년대 후반에 미국 노동당 후보가 민주당과 공화당 예비 선거에 진출하여 승리한 후에 통과된 이 주의 윌슨 파쿨라법은 특정 정당에 속하지 않은 후보가 예비 선거에 출마하기 전에 관련 관할권의 정당 위원회로부터 공식적인 허가를 받도록 요구한다.

## 같이 보기
- 제5열
- 엽관제